# Logothetti (Adelsgeschlecht)

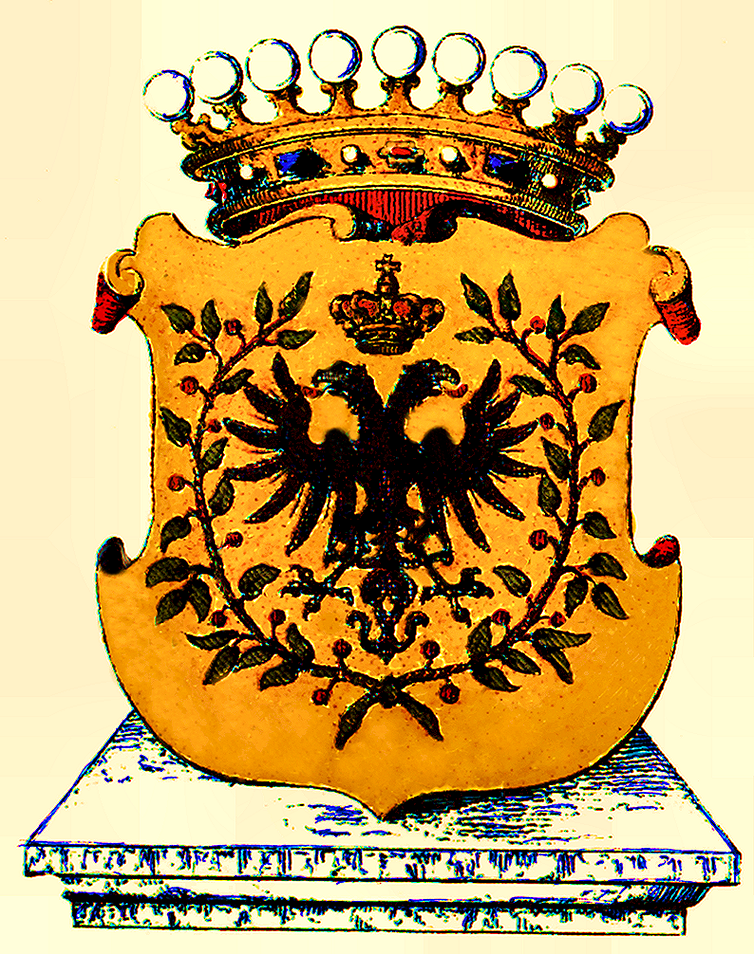
Wappen der Grafen von Logothetti 1848

Die Grafen von Logothetti, auch Logothetty (auszusprechen: Logofetti), entstammten einer  ursprünglich griechischen Familie, die durch ihr Tun zuerst in den venezianischen, alsdann österreichischen Grafenstand aufstieg.

## Geschichte und Persönlichkeiten
Das Geschlecht entstammte der alten byzantinischen Familie Logothetes, die ihre Herkunft von Nikephoros I. Logothetis (von 802 bis 811 byzantinischer Kaiser) ableitete und die seit dem Fall von Konstantinopel 1453 auf der ionischen Insel Zakynthos (Zante) ansässig war. Eine erste urkundliche Erwähnung gibt es dort für Stefano im Jahr 1462.
Da Zakynthos schon bald unter venezianische Herrschaft kam, ging die Familie sodann in die Dienste der Republik Venedig und wurde 1701 in den Grafenstand erhoben, eingetragen in das "Goldene Buch von Venedig" Anno 1703.

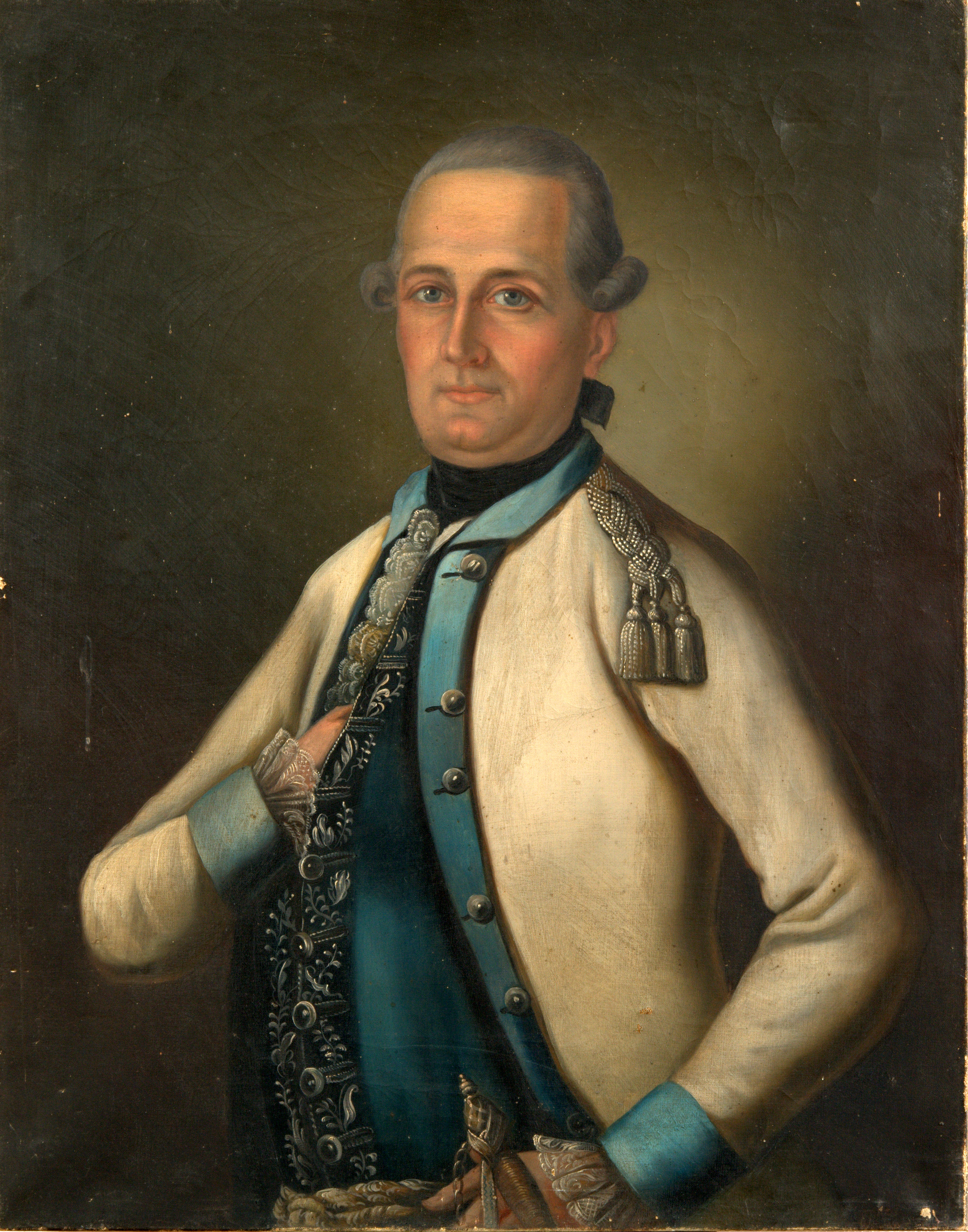
Giacomo (Jakob) Conte Logothetti (1741–1802)

Giacomo (Jakob) Graf Logothetti (16. März 1741 in Zante; † 1. August 1802 in Czernowitz), der in Diensten der Republik Venedig stand, verschlug es durch Heirat in den Norden des Fürstentums Moldau, dem späteren Herzogtum Bukowina. Er heiratete dort Catherine Marie (* 27. November 1759 in Bukarest; † 23. November 1785 in Șerăuți), die Erbtochter des Léon d’Ymbault (de Romanieu), des letzten Bürgermeisters von Czernowitz im Fürstentum Moldau. Er erbte so Șerăuții de Sus (Oberscheroutz, auch:Slobodzia) und Vășcăuți (Waschkautz).
Hugo I. Graf von Logothetti (20. März 1801 in Czernowitz; † 26. Mai 1861 in Billowitz), Enkel des Obigen, erwarb nach seiner Verehelichung mit Pauline, einer Enkelin des Freiherrn Johann Christoph Bartenstein, 1830 die Güter Billowitz und Brzezolup in Mähren, sowie Deutsch Bielau in Böhmen. Er erbat und erhielt am 21. September 1839 den österreichischen Ritterstand, sodann das böhmische Inkolat am 14. Juli 1845. Am 8. Juli 1848 wurde der Familie und ihren Nachfahren die Bewilligung erteilt, sich des ausländischen Grafentitels in den österreichischen Staaten bedienen zu dürfen. Ein weiterer Enkel Jakobs war Vinzenz (* 13. Januar 1824 in Șerăuții de Sus; † 13. September 1886 in Preßburg), der mit Anastasia, Enkelin des Feldzeugmeisters Peter Duka von Kádár, verehelicht war.

### Weitere  Persönlichkeiten

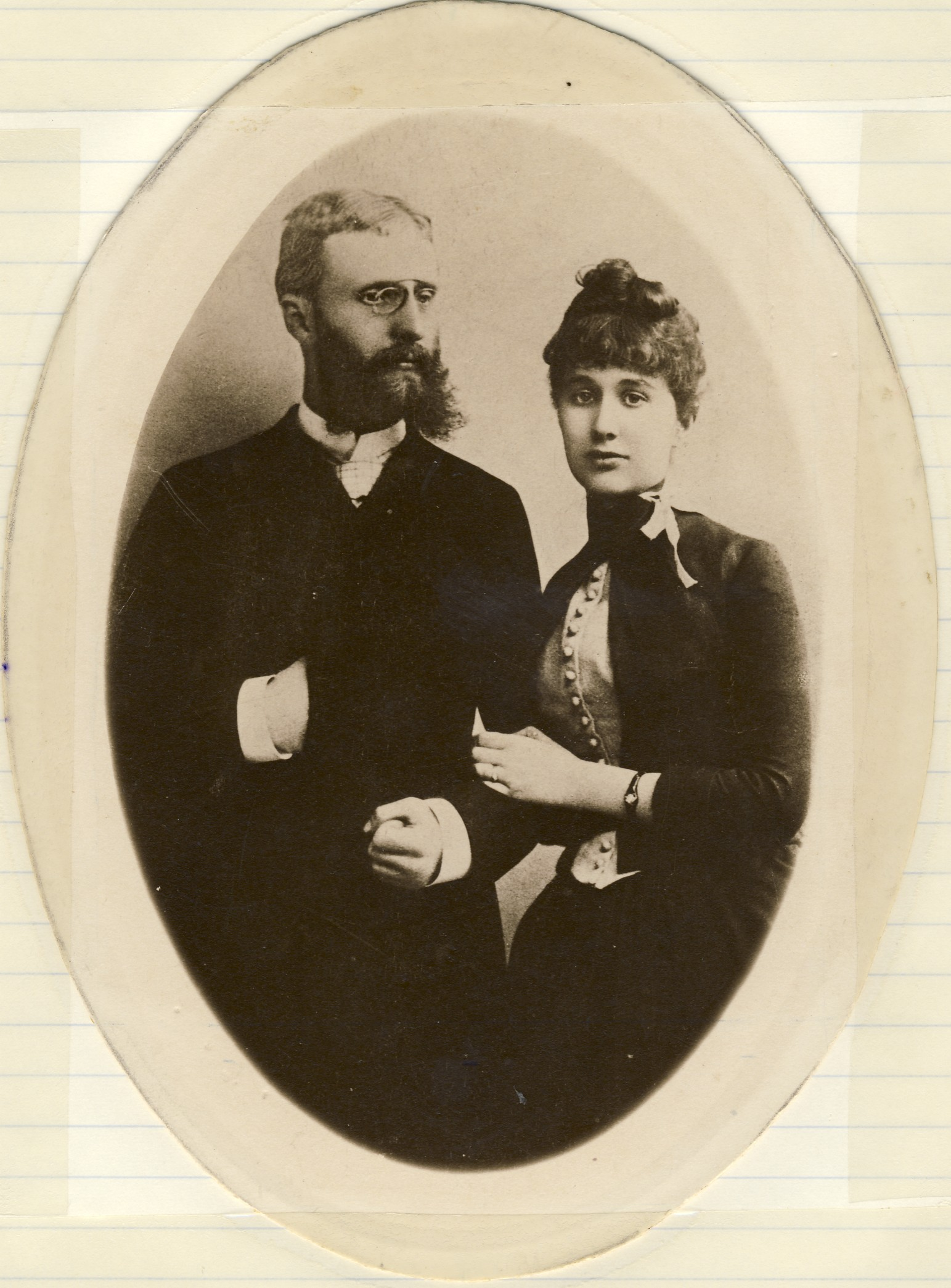
Heiratsbild Hugos II. Graf von Logothetti (1852–1918) mit Barbara Freiin Zwiedinek, 1886

- Wladimir Graf von Logothetti (1822–1892), Sohn des Hugo I., war ein österreichisch-ungarischer Offizier, Politiker und Gründer der ersten Freiwilligen Feuerwehr in Mähren.[6]  Er war seit dem 25. Oktober 1851 mit Karoline Gräfin von Nemes vermählt.
- Hugo II. Graf von Logothetti (1852–1918) war ein österreichisch-ungarischer Diplomat und der letzte Gesandte der k. u. k. Monarchie in Teheran. Am 17. Juli 1886 vermählte er sich mit Frieda Barbara Freiin Zwiedinek von Südenhorst (1866–1945).
- Mauraty Locothetty, ein polnischer Edler, der 1607 für seine Verdienste im polnischen Heer unter König Sigismund III. das polnische Indigenat erwarb, war wohl kein Angehöriger der Familie von Logothetti.[7]

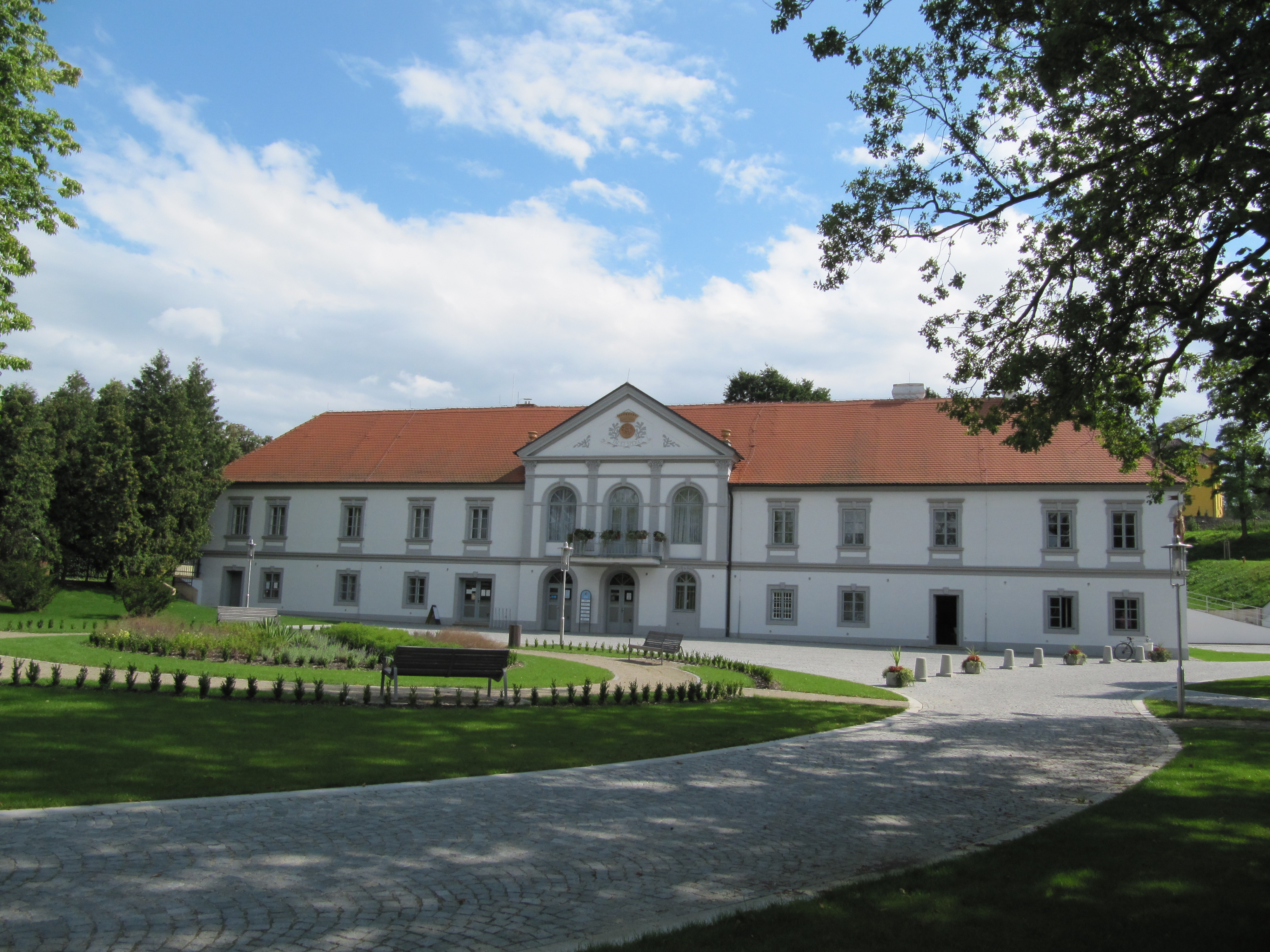
Schloss Bílovice
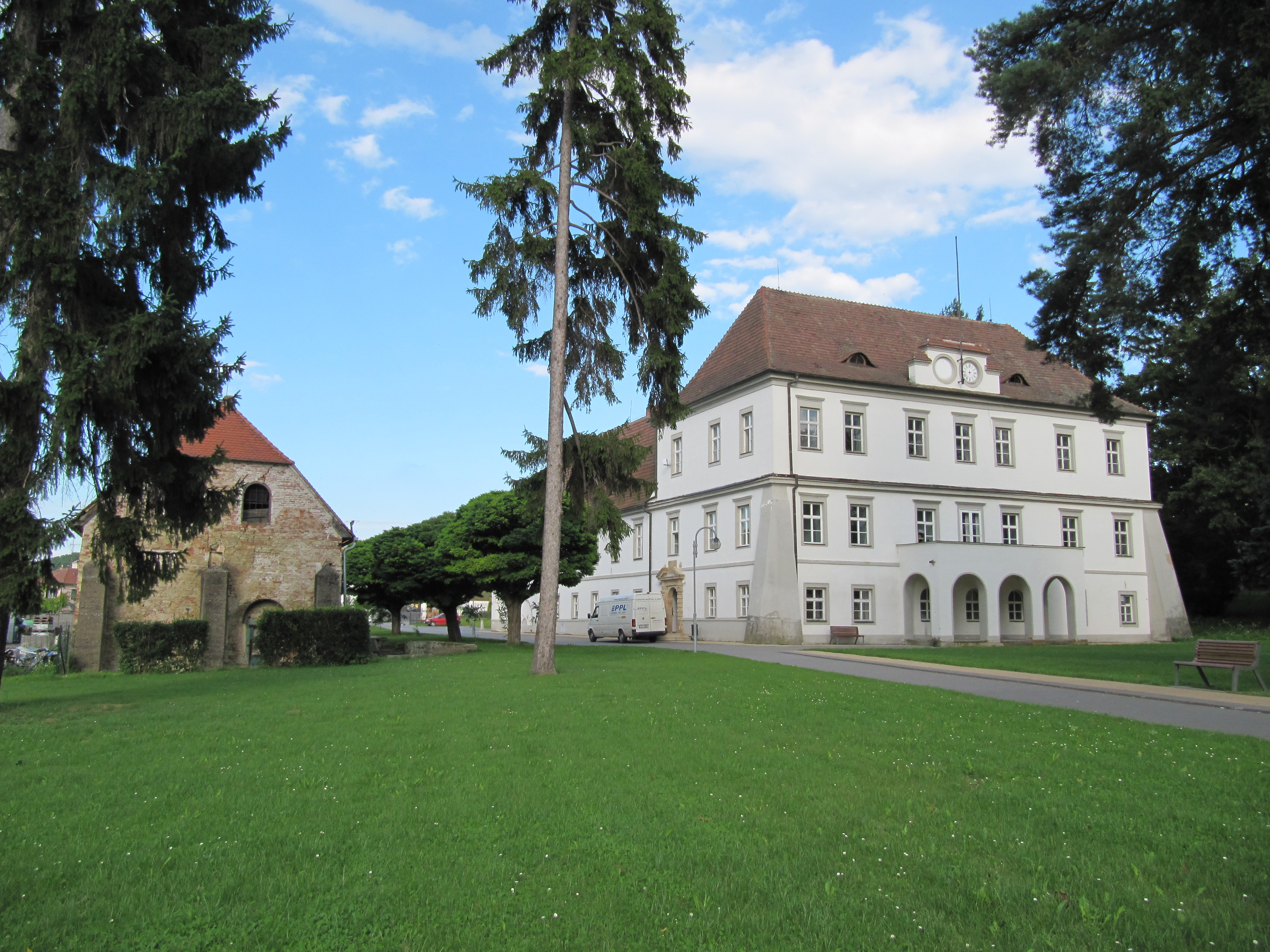
Schloss Březolupy
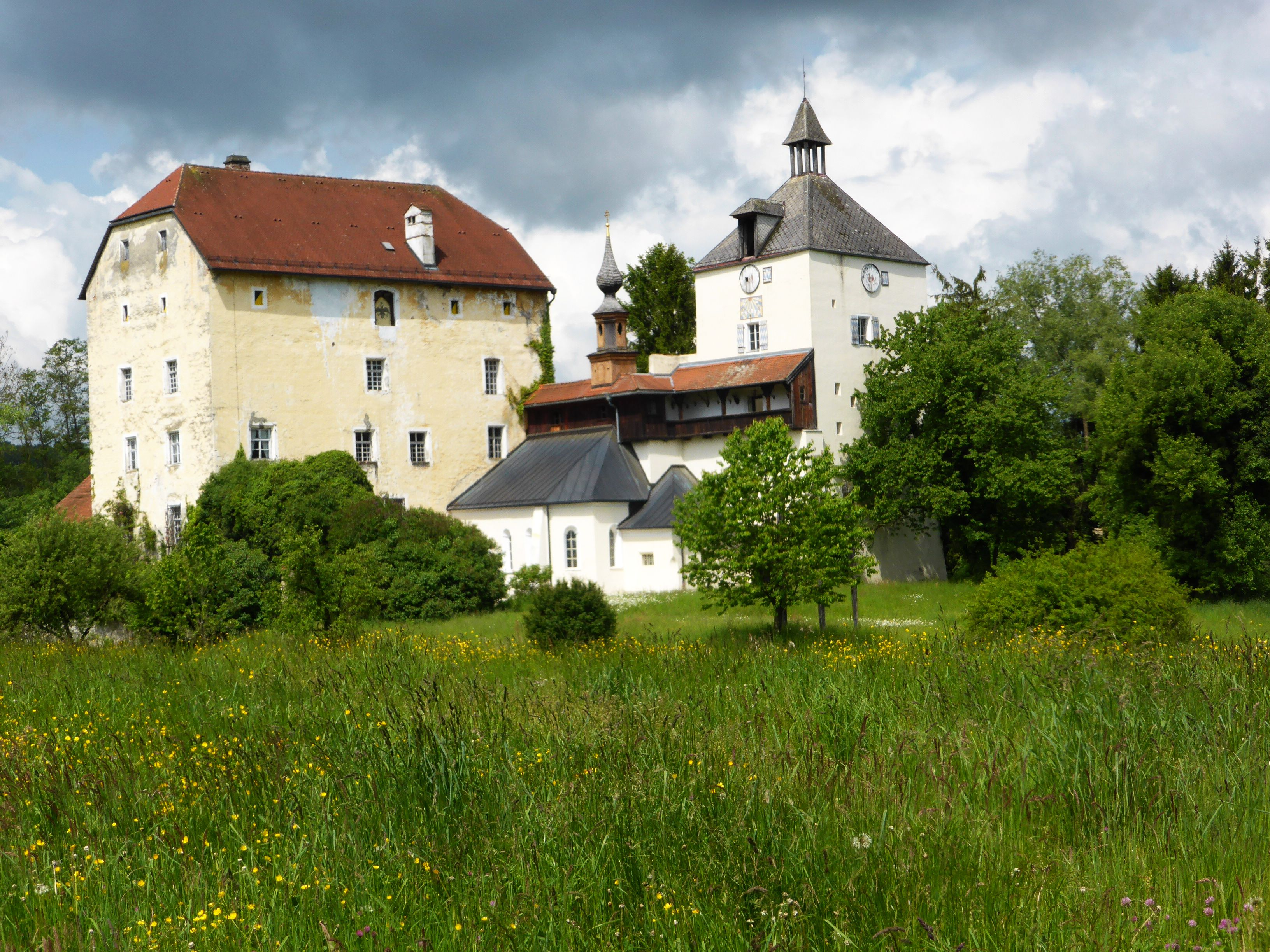
Schloss Triebenbach

## Wappen
1848: Im goldenen Schilde ein schwarzer, zweiköpfiger Adler, über welchem eine Herzogskrone schwebt und welcher von einem Lorbeerkranze umgeben ist. Den Schild bedeckt die Grafenkrone.